# Symbolophorus
A Symbolophorus a sugarasúszójú halak (Actinopterygii) osztályának Myctophiformes rendjébe, ezen belül a gyöngyöshalfélék (Myctophidae) családjába tartozó nem.

## Rendszerezés
A nembe az alábbi 8 faj tartozik:
- Symbolophorus barnardi (Tåning, 1932)
- Symbolophorus boops (Richardson, 1845)
- Symbolophorus californiensis (Eigenmann & Eigenmann, 1889)
- Symbolophorus evermanni (Gilbert, 1905)
- Symbolophorus kreffti Hulley, 1981
- Symbolophorus reversus Gago & Ricord, 2005
- Symbolophorus rufinus (Tåning, 1928)
- Symbolophorus veranyi (Moreau, 1888)

## Képek

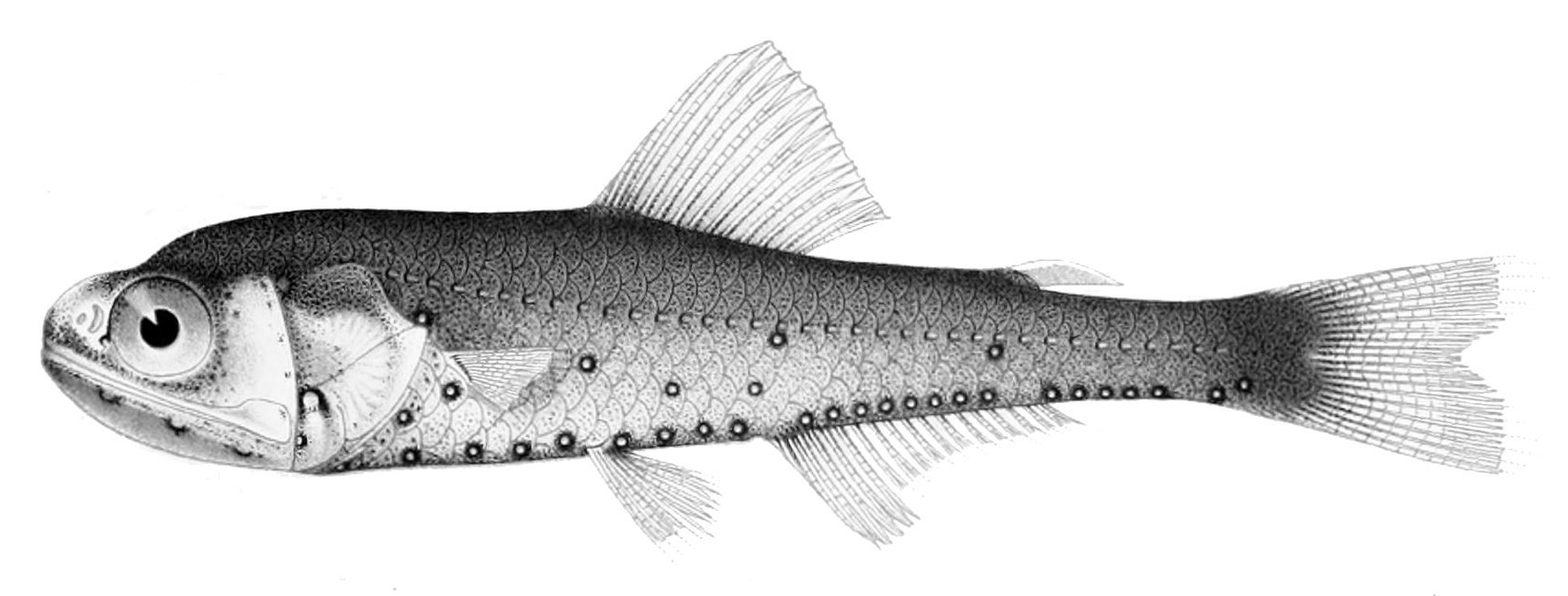
Rajz a Symbolophorus evermanniról
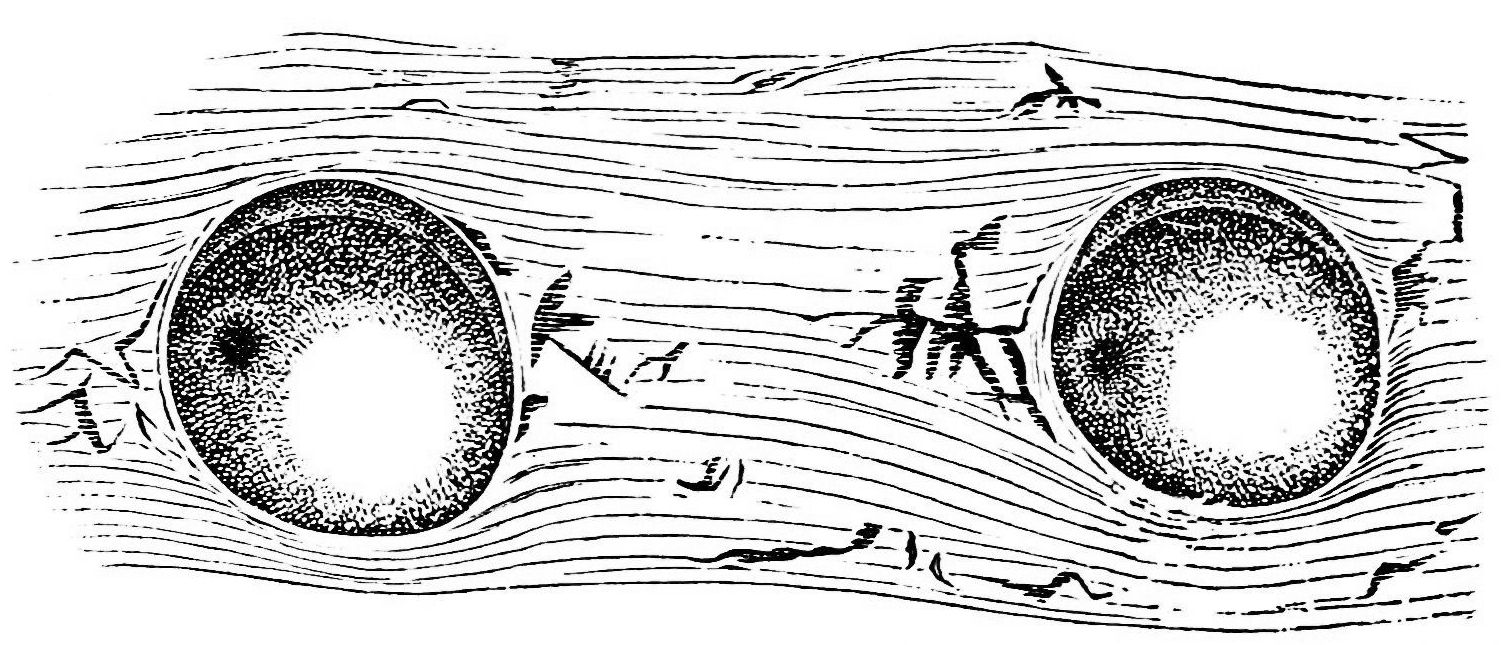
Rajz a Symbolophorus veranyi világítószerveiről; felnagyítva